# Вилна зона (филм)
„Вилна зона“ е български игрален филм (трагикомедия) от 1975 година на режисьора Едуард Захариев, по сценарий на Георги Мишев. Оператор е Радослав Спасов. Музиката във филма е композирана от Кирил Дончев. Художник на постановката е Николай Сърчаджиев.

## Сюжет
Йонко и Стефка подготвят пищно тържество във вилната зона за изпращането на своя син-новобранец. Въпреки че гостите пристигат, той закъснява и се появява едва когато празненството е в разгара си, обявявайки, че се е оженил. Това предизвиква смут у родителите му, които са му избрали друга булка – дъщерята на началника, и избухва скандал. Част от пийналите гости организират с баджанака на Йонко – Минчо Минчев – погром над техния съсед, Первазов, който живее незаконно на парцела. На сутринта всички се разотиват, на масата остава само Минчо, а Стефка и Йонко започват да подготвят сватба.

## Състав

### Актьорски състав
| Роля                                      | Изпълнител        |
| ----------------------------------------- | ----------------- |
| Стефка Йонкова                            | Катя Паскалева    |
| Йонко Йонков                              | Ицхак Финци       |
| баджанакът Минчо Минчев                   | Наум Шопов        |
| Михайлова                                 | Стефка Берова     |
| задочникът                                | Евстати Стратев   |
| братовчед                                 | Вълчо Камарашев   |
| съсед №1                                  | Георги Русев      |
| Иван Первазов                             | Антон Карастоянов |
| Недев                                     | Иван Янчев        |
| Недева                                    | Невена Симеонова  |
| Минчева, жена на Минчо и сестра на Стефка | Виктория Манова   |
| Емил Йонков, син на Стефка и Йонко        | Гроздан Добрев    |
| Снежа, гаджето на Емо                     | Вера Добрева      |
| Наташка Недева, дъщеря на Недеви          | Нели Топалова     |
| съсед №2                                  | Спас Захариев     |
| гост                                      | Иван Обретенов    |
|                                           | Димитър Учкунов   |
|                                           | Иванка Райновска  |
|                                           | Георги Райновски  |
|                                           | Дочка Иванова     |

### Творчески и технически екип
| Режисьор           | Едуард Захариев                                                                                  |
| Сценарий           | Георги Мишев                                                                                     |
| Оператор           | Радослав Спасов                                                                                  |
| Художник           | Николай Сърчаджиев                                                                               |
| Музика             | Кирил Дончев                                                                                     |
| Редактор           | Цветана Коларова                                                                                 |
| Монтаж             | Веселина Гешева                                                                                  |
| Асистенти          | Мария Джидрова Петко Андонов                                                                     |
| Костюми            | Айсидора Зайднер                                                                                 |
| Звук               | Митко Москов                                                                                     |
| Асистент-режисьори | Милчо Милчев Зоя Шарланджиева                                                                    |
| Асистент-оператори | Пламен Сомов Христофор Николов Ангел Димов                                                       |
| Организатори       | Кирил Кирилов Лиляна Георгиева                                                                   |
| Фотограф           | Крум Костов                                                                                      |
| Реквизит           | Михран Агопян                                                                                    |
| Грим               | Маргарита Димова                                                                                 |
| Директор           | Стоян Керемидчиев                                                                                |
| Производство       | Българска кинематография Студия за игрални филми Творчески колектив „МЛАДОСТ“ /Copyright © 1975/ |

## Награди
- Първа награда и Наградата за женска роля на Катя Паскалева от Фестивала на българския игрален филм – Варна ’76
- Специална награда на журито и Отличие на актрисата Катя Паскалева от Международния кинофестивал в Карлови Вари ’76